# Gesetzgebungsverfahren (Vereinigte Staaten)
Das Gesetzgebungsverfahren der Vereinigten Staaten beschreibt auf der Bundesebene das Zustandekommen aller Bundesgesetze und erfordert die Mitwirkung des Präsidenten und des Kongresses.
Der Kongress verkörpert in den Vereinigten Staaten die gesetzgebende Gewalt. Dem Präsidenten steht kein Initiativrecht zu. Allerdings sind die beiden Kongresskammern dabei nicht gleichberechtigt: Alle Gesetze, die Steuern einbringen sollen, müssen vom Repräsentantenhaus vorgeschlagen werden. Traditionell ist es dem Senat auch verwehrt, Gesetze vorzuschlagen, die staatliche Ausgaben beinhalten. In allen anderen Bereichen kann das Gesetzgebungsverfahren im Senat oder im Repräsentantenhaus beginnen.

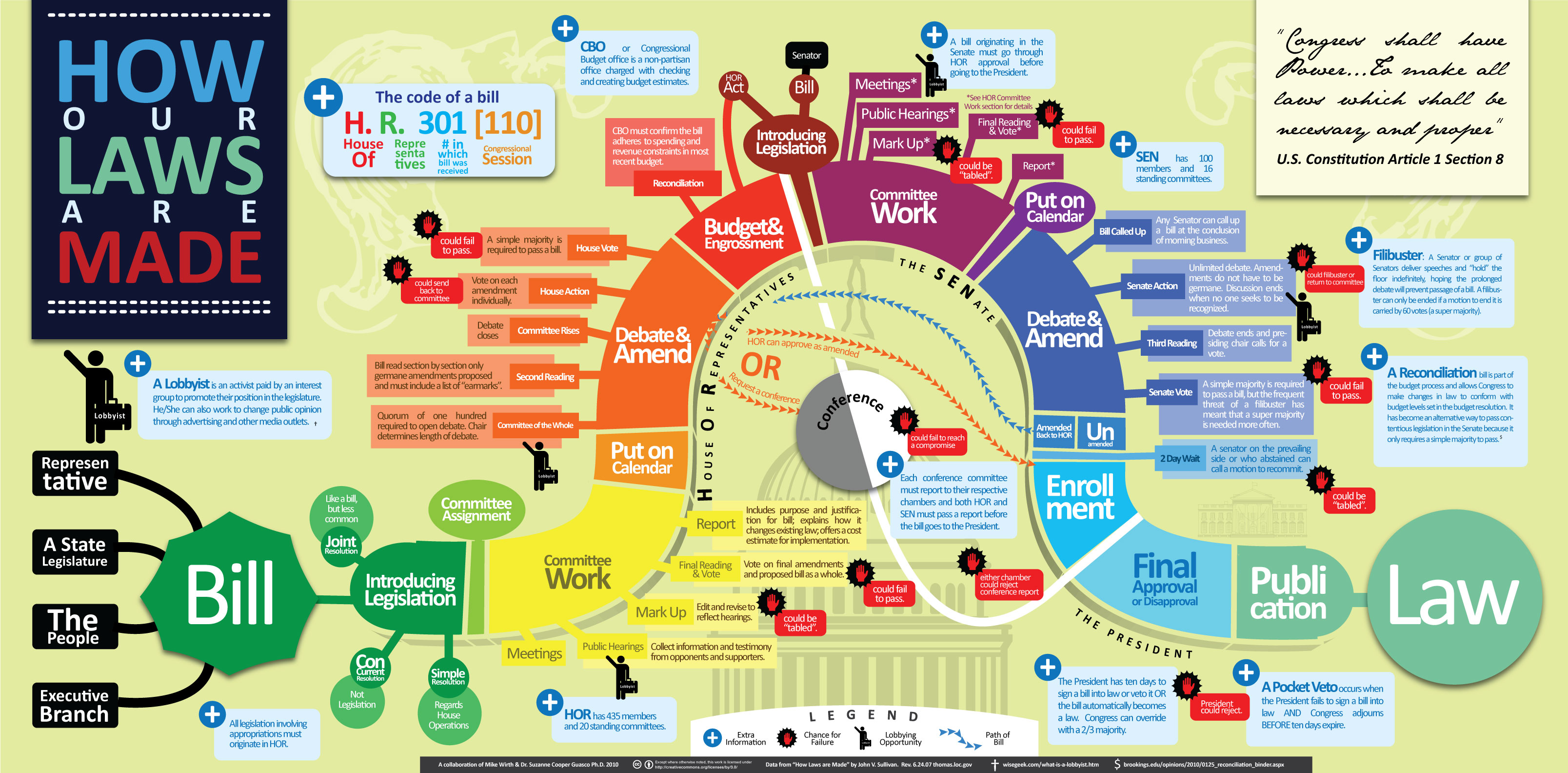
Schematische Darstellung des U.S. Gesetzgebungsverfahrens

## Vorschlag
Vorschläge für neue Gesetze können von jedem Mitglied einer der beiden Kammern oder einem der Delegierten eingebracht werden. Diese Vorschläge können auf Ideen aus dem Wahlkreis des Abgeordneten, Beschlüsse eines Bundesstaats oder, in der Mehrzahl, Initiativen des Präsidenten oder eines seiner Minister oder anderer Amtsträger beruhen.
Im Repräsentantenhaus werden Vorschläge im Hopper abgelegt, einer hölzernen Box im Plenum in der Nähe des Podiums. Der Abgeordnete oder Delegierte, der den Vorschlag einbringt, wird als Sponsor bezeichnet. Andere Mitglieder des Hauses können ihre Unterstützung für den Vorschlag als Co-Sponsoren anzeigen, indem sie den Vorschlag unterzeichnen. Es ist nicht mehr üblich, den gesamten Gesetzestext vor der Ausschussarbeit im Plenum zu lesen. Der Sprecher des Repräsentantenhauses bestimmt der Geschäftsordnung entsprechend, welcher Ausschuss oder welche Ausschüsse den Vorschlag bearbeiten.
Im Senat ist die Prozedur etwas aufwendiger. Normalerweise werden Gesetzentwürfe dem Vorsitz ohne Aussprache im Plenum übergeben. Allerdings kann ein Senator auch den Vorsitzenden während einer Aussprache bitten, einen neuen Vorschlag einzubringen. Dieser Vorschlag ist oft mit einem eingehenden Kommentar des Senators verbunden. Senatoren haben traditionell das Recht, Gesetzesvorschläge verbal abzulehnen oder ihre Einbringung zu verhindern. Sollte es keine Einwände geben, wird der Titel des Vorschlags gelesen und einem Ausschuss zur Verhandlung überwiesen.

## Ausschussarbeit

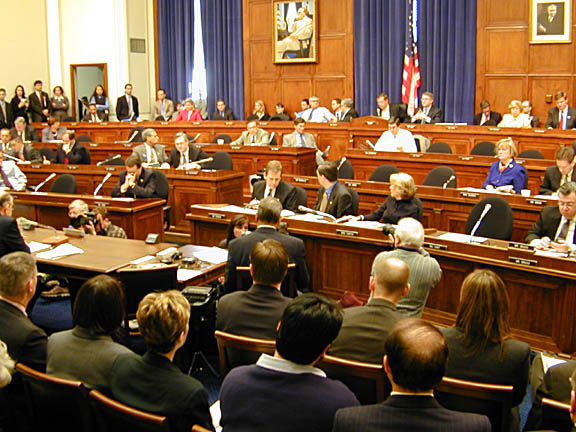
Ausschussarbeit im United States House Committee on Financial Services

In den Ausschüssen werden alle Vorschläge besprochen und, sofern nötig, verändert. Die Ausschüsse sind nach Fachgebieten eingeteilt. So gibt es z. B. einen Haushaltsausschuss, Rechtsausschuss und einen Verteidigungsausschuss. Das Repräsentantenhaus hat 20 und der Senat 16 ständige Ausschüsse. Um die große Anzahl an Vorschlägen zu verwalten, teilen sich die Ausschüsse in Unterausschüsse mit begrenzten Fachgebieten.
Die Arbeit in den Ausschüssen verteilt sich dabei auf die Untersuchung bestehender Gesetze, Gutachten zum Effekt vorgeschlagener Regelungen und Konsultationen mit den Behörden, die mit der Ausführung des neuen Gesetzes beauftragt würden. Ausschüsse haben auch das Recht, Vorladungen auszustellen, um Aussagen zur Reichweite der Vorlage zu erzwingen und brauchbare Beweise zu sammeln. In einigen Fällen führen Ausschüsse auch Anhörungen durch, in denen die Öffentlichkeit die Möglichkeit hat, sich zu Gesetzesvorschlägen zu äußern.
Sitzungen des Ausschusses und die von ihm erzeugten Berichte und Dokumente sind normalerweise der Öffentlichkeit zugänglich. Viele Sitzungen werden vom Parlamentsfernsehsender C-SPAN übertragen. Die Öffentlichkeit kann allerdings durch Mehrheitsbeschluss im Ausschuss von der Sitzung ausgeschlossen werden.
Nach allen Anhörungen sitzt der Ausschuss in einer als Markup bekannten Sitzung, in der die Abgeordneten aller Fraktionen die Möglichkeit haben, ihre Positionen zu diskutieren und die weiteren Beschlüsse des Ausschusses zu bestimmen. Die möglichen Beschlüsse hierbei sind die Weiterleitung des Vorschlags, mit oder ohne Änderungen und mit oder ohne Empfehlung, an das Plenum, die Aussetzung der Ausschussarbeit bis zu einem bestimmten Tag oder die permanente Aussetzung. Im letzten Fall ist der Vorschlag praktisch hinfällig und wird gewöhnlich nicht weiter besprochen. Vor der Aussprache im Plenum fertigt der Ausschuss einen offiziellen Bericht an, der auch alle angenommenen Änderungsvorschläge und die Ergebnisse aller durchgeführten Untersuchungen enthält.

## Aussprache und Abstimmung
Die Aussprache findet im Repräsentantenhaus strikter als im Senat statt. Dies lässt sich größtenteils auf die Unterschiede in der Anzahl der Mitglieder beider Kammern zurückführen. Strenge zeitliche Begrenzungen für Reden sollen sicherstellen, dass jeder Abgeordnete die Möglichkeit hat, zu einem Gesetzentwurf zu sprechen, ohne die Kammer zum Stillstand zu bringen. Andererseits sind Reden im Senat nicht beschränkt und die Taktik des Filibusters hat auch außerhalb der Vereinigten Staaten Berühmtheit erlangt.
Die Abstimmung über ein Gesetz kann im Senat nur erfolgen, wenn es keinen Filibuster gibt oder dieser mit einer Drei-Fünftel-Mehrheit (60 Senatoren) beendet wird. Dieses Instrument der Dauerrede wird daher zur Blockade genutzt. 
Nach der Aussprache folgt die Abstimmung, an der alle anwesenden Abgeordneten teilnehmen. Diese findet entweder mit Stimme, mit Aufstehen oder einzeln statt. Nachdem sich der Sprecher des gültigen Ausgangs der Abstimmung vergewissert hat, wird der endgültige Gesetzesvorschlag neu ausgedruckt und an die andere Kammer übermittelt.

## Zweite Kammer

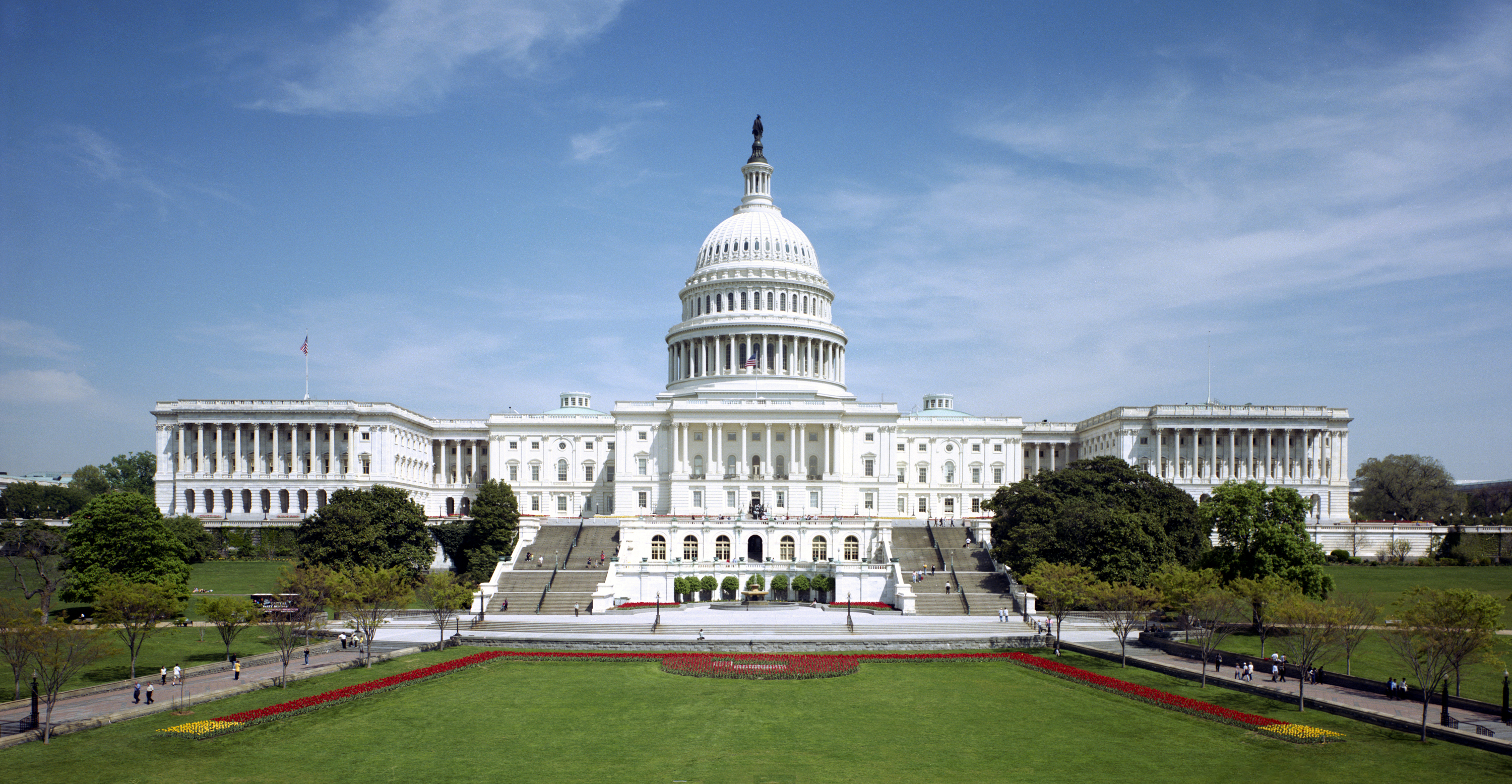
Im Kapitol in Washington sitzen die beiden Kammern des Congress, links der Senat (100 Senatoren) und rechts das Repräsentantenhaus (435 Abgeordnete). Uneinigkeiten zwischen ihnen werden in Vermittlungsausschüssen gelöst.

Jeder Gesetzesvorschlag muss identisch von beiden Kammern verabschiedet werden. Dazu übermittelt der Vorsitzende einer Kammer nach der Abstimmung dort den fertigen Gesetzentwurf an die andere Kammer. In dieser „zweiten Bearbeitung“ wird der gleiche Vorgang wie oben beschrieben noch einmal durchlaufen.
Eine Variante dieses Verfahrens ist, parallel in Senat und Repräsentantenhaus denselben oder einen ähnlichen Gesetzentwurf einzubringen und diese sogenannten companion bill (zu deutsch in etwa „Partnergesetzentwurf“) fast gleichzeitig zu beraten.

## Vermittlungsausschuss
Nachdem beide Kammern den Gesetzentwurf verabschiedet haben, wird überprüft, ob etwaige Änderungsvorschläge in der zweiten Kammer von denen der ersten Kammer abweichen. Sollte dies der Fall sein und die erste Kammer diese Änderungen ablehnen, wird ein Conference Committee (Vermittlungsausschuss) angerufen. Dieser besteht aus einer gleich hohen Anzahl von Abgeordneten und Senatoren und versucht nun, die beiden Fassungen zu vereinen. Sollte dem Ausschuss dieses gelingen, so müssen beide Kammern noch einmal über die endgültige Fassung abstimmen. Andernfalls kann ein neuer Vermittlungsausschuss einberufen werden oder der Gesetzentwurf verfällt.

## Präsident
Nachdem der Entwurf von beiden Kammern in identischer Fassung verabschiedet wurde, wird dieser dem Präsidenten von einem Boten des Kongresses übermittelt. Der Präsident hat an dieser Stelle drei Handlungsmöglichkeiten:

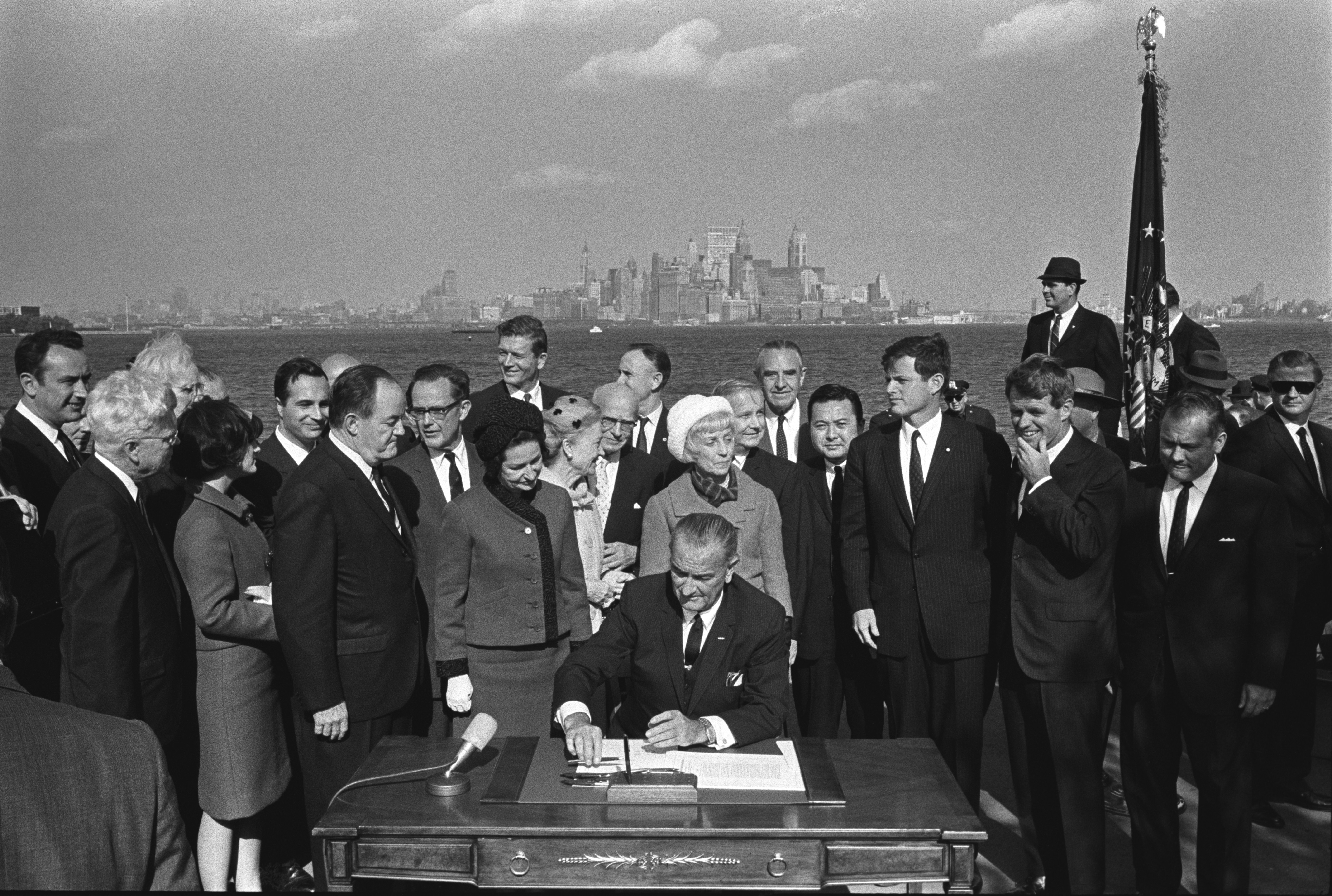
Öffentlichkeitswirksame Unterzeichnung des Immigration Act durch Präsident Lyndon B. Johnson auf Liberty Island vor New York, 1965

### Annahme oder Nichthandlung
Wenn der Präsident mit dem Entwurf einverstanden ist, unterzeichnet er die übermittelte Version und schreibt auf das Blatt Papier gewöhnlich „Approved“ (zu deutsch „Angenommen“ oder „Genehmigt“). Beim Unterzeichnen der Bundesgesetze ergänzt der Präsident seine Unterschrift in einigen Fällen (zunehmend seit den 1980er Jahren) um einen schriftlichen Kommentar zu Interpretation und Art der Ausführung des Gesetzes durch die Exekutive (Signing Statement), dessen rechtliche Bedeutung umstritten ist.
Das Gesetz entfaltet im Moment der Unterzeichnung Rechtskraft, sofern der Kongress im Entwurf nichts anderes festlegt. Das Gesetz gilt auch als angenommen, wenn der Präsident nicht innerhalb von zehn Tagen (ohne Sonntage) sein Einverständnis oder seine Ablehnung erklärt.

### Veto
Der Präsident hat auch die Möglichkeit, ein vom Kongress verabschiedetes Gesetz abzulehnen. Dabei ist der Präsident darauf beschränkt, das Gesetz im Ganzen abzulehnen oder anzunehmen; ein sogenanntes „Line-Item-Veto“ ist nicht vorgesehen. Dieses sieht vor, nur bestimmte Teile eines Gesetzes anzunehmen oder abzulehnen und wird bisher den meisten Gouverneuren der Bundesstaaten zugestanden. Das Veto muss binnen zehn Tagen nach dem Erhalt des Vorschlags durch den Präsidenten erfolgen.
Sollte sich der Kongress innerhalb dieses Zeitraums vertagen, gilt das Gesetz der Verfassung entsprechend als endgültig abgelehnt (Pocket Veto). Andernfalls kann das Veto mit einer Zweidrittelmehrheit in beiden Kammern überstimmt werden. In diesem Fall wird das Gesetz am Tag der endgültigen Abstimmung rechtskräftig bzw. an dem Tag, der im Gesetz festgeschrieben wurde.